# Четвърти макрорегион
Четвърти макрорегион (на румънски: Macroregiunea 4) е един от четирите макрорегиони на Румъния, намиращ се в югозападната част на Румъния. Включва регионите на развитие Югозападен и Западен и окръзите Арад, Вълча, Горж, Долж, Караш-Северин, Мехединци, Олт, Тимиш и Хунедоара.